# گوسفند رومانف

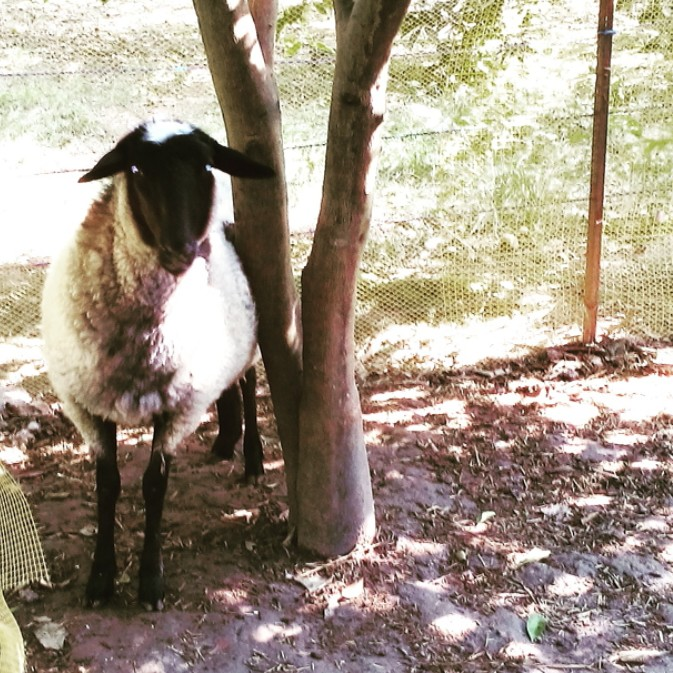
ایمی (Amy) - میش رومانوف خالص ۷ ماهه - ژنوم B9040 فرانسوی - مزرعه‌های مدرن کیمارا - ایران

گوسفند رومانوف نژادی از گوسفندان اهلی از دره ولگای شمالی در شمال شرق مسکو در کشور روسیه می‌باشد. نام این نژاد از دهکده‌ای به همین نام در این منطقه گرفته شده است. برای نخستین بار در قرن ۱۸ میلادی این نژاد در خارج از روسیه دیده شد. پس از آن ابتدا به آلمان و از آنجا به فرانسه صادر شد. در سال ۱۹۸۰ تعداد ۱۴ میش و ۴ قوچ توسط دولت کانادا خریداری شد و ۵ سال در قرنطینه نگهداری گردید. پس از چندین آزمایش، تعدادی از این نژاد به آمریکا هم برده‌شد و هم‌اکنون در بیشتر کشورهای جهان که آب و هوای معتدل و سرد دارند پرورش داده می‌شود.
استفاده اصلی این نژاد جهت اصلاح گله گوشتی می‌باشد.

## ویژگی‌های ظاهری
این گوسفندان به آب و هوای سرد و خوراک محلی عادت دارند. رومانف‌ها یکی از نژادهای گوسفندان دم کوتاه شمال اروپا می‌باشند.
بره رومانف خالص در زمان تولد سیاه رنگ با لکه‌ای سفید یا قهوه‌ای بر روی پیشانی می‌باشد، ولی با رشد بره پشم سفیدرنگ مایل به خاکستری از زیر لایه موی سیاه بیرون می‌زند و خاکستری رنگ می‌شود ولی لکه سفید روی پیشانی را حفظ می‌کند و بسته به زیر نژاد، کم و بیش موی مشکی از سینه تا پشت به صورت حلقه بیرون می‌زند و خطی سیاه همانند تاج گل دور گردن حیوان پدیدار می‌شود که ظاهری منحصر به فرد، مخصوصاً به قوچ این نژاد می‌بخشد.
وزن متوسط قوچ‌ها از ۵۵ تا ۷۰ کیلو و برای میش‌ها از ۴۰ تا ۵۰ کیلو در گله‌های فضای باز، بسته به نوع خوراک متفاوت است.

## تولیدمثل
برخلاف دیگر نژادهای گوسفندان که در هر شکم یک یا گاهی دو بره می‌زایند، میش رومانف در هر زایش دو، سه، چهار، پنج یا شش بره تولید می‌کند. رکورد ۹ بره در روسیه و ۷ بره در آمریکا ثبت شده‌است. در بسیاری نقاط جهان رکورد ۱۴ بره در دو زایش متمادی یک میش ثبت شده‌است.
پتانسیل ژنتیکی بالای این نژاد و نتیجه تلاش‌های اصلاح نژادی و آمار ثبت رکوردها، نشان می‌دهد که در نژاد رومانوف به‌طور معمول در نخستین زایش بره‌های دوقلو و در زایش‌های پی‌آیند بره‌های سه قلو به دنیا می‌آیند.
بره این نژاد در سه تا چهار ماهگی به بلوغ می‌رسد و در هر فصلی به جفت‌گیری می‌پردازد. به همین دلیل جداسازی بره نر در ۸ تا ۱۰ هفتگی صورت می‌گیرد.
در گله‌های آزاد زایش در ۷ ماهگی نیز دیده شده‌است. واضح می‌باشد که جفت‌گیری پیش از نه تا ده ماهگی سبب آسیب دیدن شدید میش و افزایش شدید احتمال مرگ و میر بره و مادر می‌شود.
دوران آبستنی این نژاد تقریباً ۱۴۴ روز بوده و از همه گوسفندان دیگر کوتاه‌تر می‌باشد. میش این نژاد، در صورت مدیریت درست خوراک به آسانی از پس شیردهی به بره‌های خود بر می‌آید و به ندرت و تنها در زایش‌های ۴ قلو به بالا نیاز به کمک دارد.
قوچ رومانف از زمان بلوغ زودرس خود (۱۰ تا ۲۰ هفته) در تمامی فصول آماده و توانایی جفت‌گیری و باردارسازی ۶۰ تا ۷۰ میش را دارا می‌باشد.

## استفاده اصلی
نیاز است ذکر شود این نژاد، نژادی خالص است بدون دستکاری ژنتیکی یا آمیزش نژادهای دیگر، و ژنی متفاوت با دیگر نژادهای خالص و میکس دیگر دارد، و به همین دلیل گزینه‌ای مناسب جهت بهینه‌سازی گله‌های داشتی و گوشتی می‌باشد.
بسیاری از گله‌داران سراسر دنیا به دلیل شرایط سخت اقتصادی موجود در بازار داخلی و خارجی و نیاز به تولید بیشتر با منابع کمتر اقدام به جایگزینی قوچ گله محلی خود با قوچ رومانف کرده‌اند. بره حاصل (اصطلاحاً f1) از خواص مشابه زایشی به پدر خود (رومانف) برخوردار است و خواص پرواری و سازگار بودن با محیط را نیز از مادر محلی خود به ارث می‌برد. در نتیجه با استفاده از یک قوچ، گله‌ای محلی با ۳۰ تا ۷۰ راس میش در طی ۱۳ تا ۱۴ ماه با گله‌ای بالغ از نژاد آمیخته جایگزین می‌شود که خواص عالی چندقلوزایی، آمادگی جفت‌گیری در تمام فصول، آبستنی کوتاه‌تر، خوش‌پرواری و همساز بودن با محیط را دارا می‌باشد و زایش و بازده گله بین ۲ تا ۴ برابر افزایش می‌یابد.